# 北出菜穂
北出 菜穂（きたで なほ、1993年2月19日 - ）は、神奈川県出身の女優、タレント。ヒラタオフィス所属。

## 来歴
- 2007年、雑誌『De☆View』と芸能プロダクションによる誌上企画『夏の特別オーディション』をきっかけにデビュー[1] 。

## 人物・エピソード
- 特技：英会話、ドラム。
- 英会話が得意な理由は幼稚園からアメリカンスクールに通っていたから[1]。
- ヒラタオフィスに応募したのは、オーディション前年に偶然、同事務所所属の宮崎あおいの撮影現場を見かけたときに「運命みたいなもの」を感じて、この人の近くで仕事がしたいと思ったからだという[1]。

## 出演

### 映画
- 少女戦士伝シオン（2010年8月20・21日、キッズ、於：渋谷シアターTSUTAYA) - ヒマワリ 役

### テレビドラマ
- TSC東京ガール（2008年10月 - 12月、BS-i） - 李莉子 役
- 東京少女 真野恵里菜 第3話（2009年2月、BS-i) - 杉本ユリカ 役
- カルピスドラマスペシャル 「水っぽかったカルピス」(2009年7月7日、BS-TBS) - 阿部聡美 役

### ラジオ
- FMシアター「よしこちゃんの涙の音」（2008年4月26日、NHK-FM） - リサ 役

### CM
- 塩野義製薬「ニキビ疾患啓発」篇（2009年）

### ミュージックビデオ
- SHOWTA.「春なのに」（2008年）
- supercell「君の知らない物語」（2009年）
- Hi-Prix「涙色〜好きになって、よかった〜」（2009年）

### その他
- NTTドコモ「新生活応援BOOK」（2008年1月） - 初仕事
- IMAXデジタルシアター 劇場用トレーラー（2009年5月、於：109シネマズ） - 女子高生 役
- 集英社コバルト文庫「通学路〜君と僕の部屋〜」（2011年2月1日） - カバーモデル